# Mouthe
Mouthe là một xã trong vùng hành chính Franche-Comté, thuộc tỉnh Doubs, quận Pontarlier (quận), tổng Mouthe. Tọa độ địa lý của xã là 46° 42' vĩ độ bắc, 06° 11' kinh độ đông. Mouthe nằm trên độ cao trung bình là 933 mét trên mực nước biển, có điểm thấp nhất là 926 mét và điểm cao nhất là 1419 mét. Xã có diện tích 38.73 km², dân số vào thời điểm 2005 là 957 người; mật độ dân số là 25 người/km².

## Thông tin nhân khẩu
| 1962 | 1968 | 1975 | 1982 | 1990 | 1999 | 2005 |
| ---- | ---- | ---- | ---- | ---- | ---- | ---- |
| 680  | 760  | 811  | 813  | 898  | 891  | 957  |

## Địa điểm tham quan
Nhà thờ giáo khu của Mouthe được xây từ 1733 đến 1742.